# Poggiardo
Poggiardo är en ort och kommun i provinsen Lecce i regionen Apulien i Italien. Kommunen hade 5 992 invånare (2017).